# Landkreis Osterode am Harz
Landkreis Osterode am Harz was een landkreis in de Duitse deelstaat Nedersaksen. Hij had een oppervlakte van 635,99 km² en een inwoneraantal van 81.073. Met ingang van 1 november 2016 fuseerde Osterode met de landkreis Göttingen. De gefuseerde landkreis kreeg de naam Göttingen.

## Steden en gemeenten
De volgende steden en samtgemeinden lagen in de landkreis:
| Eenheidsgemeente | Samtgemeinden |
| --- | ------------- |
| 1. Bad Grund (Harz) 2. Bad Lauterberg im Harz, stad 3. Bad Sachsa, stad 4. Herzberg am Harz, stad 5. Osterode am Harz, stad |               |

De twee samtgemeinden met gemeentes:
| - 1. Samtgemeinde Hattorf am Harz 1. Elbingerode 2. Hattorf am Harz 3. Hörden am Harz 4. Wulften am Harz | - 2. Samtgemeinde Walkenried 1. Walkenried 2. Wieda 3. Zorge |

Het gemeentevrije gebied Harz beslaat 267,37 km² en telt 0 inwoners
Zie ook: Lijst van Landkreise en kreisfreie steden in Nedersaksen
Bad Grund (Harz) · 
Bad Lauterberg im Harz · 
Bad Sachsa · 
Elbingerode · 
Hattorf am Harz · 
Herzberg am Harz · 
Hörden am Harz · 
Osterode am Harz · 
Walkenried · 
Wieda · 
Wulften am Harz · 
Zorge
- Gemeinsame Normdatei: 4044042-4
- Library of Congress Control Number: n80139707
- Nationale Bibliotheek van Israël: 987007562071605171
- Virtual International Authority File: 312799614